# Damis (filòsof)
Damis (en grec Δᾶμις, o Δάμις) va ser un filòsof epicuri que Llucià de Samosata descriu com a enemic de la religió i descuidat. Probablement és la mateixa persona que el notable corinti Damis que fou enverinat pel seu propi fill. Alguns autors sostenen que el Damis mencionat per Llucià era un personatge fictici.